# Marino (del av en befolkad plats i Australien)
Marino är en del av en befolkad plats i Australien. Den ligger i kommunen Marion och delstaten South Australia, omkring 15 kilometer sydväst om delstatshuvudstaden Adelaide.
Runt Marino är det tätbefolkat, med 591 invånare per kvadratkilometer.. Närmaste större samhälle är Adelaide, omkring 15 kilometer nordost om Marino.
Genomsnittlig årsnederbörd är 729 millimeter. Den regnigaste månaden är juni, med i genomsnitt 133 mm nederbörd, och den torraste är december, med 21 mm nederbörd.